# Illumina
Illumina Inc. (NASDAQ: ILMN) é uma empresa americana líder no segmento de decodificação de informação genética, localizada em San Diego, Califórnia. A empresa fabrica e comercializa sistemas integrados para análise de variação genética e função biológica. 
Sua linha de produtos e de serviço é composta por sequenciadores de DNA bem como seus acessórios que podem ser aplicados em estudos sobre câncer, doenças contagiosas, processos de reprodução assistida, etc.
A Illumina chama atenção pela sua eficiência em baixar o custo dos estudos de genomas humanos. Um processo que em 2007 custava cerca de 1 milhão de dólares, atualmente pode ser realizado com os equipamentos da empresa por cerca de mil dólares e com projeção de cair para 100 dólares em poucos anos.
1. ↑  Temple, James (25 de março de 2014). «Illumina's CEO on the Promise of the $1,000 Genome -- And the Work That Remains». Vox (em inglês). Consultado em 26 de novembro de 2019